# 玩美自信
《玩美自信》（英語：Confident）是美国唱作歌手黛米·洛瓦托的歌曲，是她2015年同名第五张录音室专辑的第二首单曲。歌曲于2015年9月18日由好莱坞唱片和小岛唱片于亚马逊等数字零售平台发行。歌曲由洛瓦托、马克斯·马丁、伊利亚·萨尔曼扎德和沙凡·科提查创作。从商业层面看，歌曲于比利时、加拿大、捷克共和国、新西兰、苏格兰和美国跻身前30。

## 创作过程
歌曲由洛瓦托、沙凡·科提查、伊利亚·萨尔曼扎德和马克斯·马丁共同创作，莉亚和马克斯领衔制作。该曲是由“鼓点带动”的流行摇滚歌曲，有关强权和自信。歌曲以E♭小调写就，节拍为每分钟130拍，属复四拍。主唱音域从E♭3低音，跨越到B♭5高音。

## 发行与评价
2015年9月18日歌曲正式发行前夕，歌曲于2015年8月24日在网上泄露。数码间谍正面评价该曲，表示“该曲是一首铜管乐器主宰的昂扬激进流行曲，乍一听她的歌声，便完全沉醉。”音乐时报（Music Times）亦正面评价歌曲，表示“《玩美自信》展现了洛瓦托肆意洒脱、性感一面。凭着几番如雷鼓声和铜管乐器的号角声，《玩美自信》体现了全新的黛咪，肉眼所见之处没有心碎或挣扎迹象。”

## 音乐录影带
2015年10月9日，歌曲的音乐录影带在洛瓦托的Vevo频道发布。录影带由罪恶之城、弯刀和《特工小子》系列导演罗伯特·罗德里格兹执导，洛瓦托、米歇尔·罗德里格兹、杰夫·法赫、赞恩·霍尔茨和马可·扎罗出演。影片于德克萨斯州奥斯丁捣蛋鬼工作室取景。就她在连续剧《杀出个黎明》饰演米娅一角与罗伯特·罗德里格兹会面后，洛瓦托让他执导音乐录影带。罗德里格兹表示：“我想让录影带看上去像部电影，不是一部东拼西凑、过分夸张的音乐录影带或电影片段，但实际上看上去是部间谍片。我认为将电影、想法和视觉效果整合到黛米·洛瓦托创作的这首歌曲中，是伟大的高潮。”
视频开头，洛瓦托关进戒备森严的监狱，却因背叛米歇尔·罗德里格兹所饰角色而得到一位美军将军特赦。派去逮捕罗德里格兹时，洛瓦托很快意识到罗德里格兹搶先一步逃跑。警方试图将洛瓦托押回监狱，遭到尝试截下罗德里格兹的洛瓦托回击。罗德里格兹击败洛瓦托，洛瓦托在囚犯大巴士上被警方俘获。然而，她将警察打到失去自由，挣脱束缚，跳进罗德里格兹的拖车。快要大打出手，两人才意识到将军玩弄了她们（还烙下印记），于是联手逮捕将军。后来警方揭示将军是诈骗犯，洛瓦托和罗德里格兹告别，乘着各自的摩托车扬长离去。

## 现场表演
2015年10月15日，洛瓦托在纽约一家同性恋酒吧首次表演该曲。为庆祝个人第五张专辑《玩美自信 (专辑)》盛大发售，翌日，洛瓦托在时代广场不插电表演该曲，粉丝惊喜不已。10月17日，洛瓦托在第四十一季《周六夜现场》串烧演绎《嗨翻酷暑》和《玩美自信》，又于10月29日的《早安美国》和次日的《今夜秀》演唱歌曲。11月6日，她于《瑞典偶像》演绎歌曲。此外，洛瓦托还在11月8日的2015年BBC广播一台青少年大奖上表演歌曲。11月14日，歌曲入选洛瓦托2015年106.1 KISS FM秋季歌会歌单。11月22日，洛瓦托携该曲亮相2015年全美音乐奖，歌曲还入选她的2015年叮当球巡演歌单。以迪克·克拉克的跨年摇滚夜主打歌手身份，洛瓦托于12月31日跨年夜于时代广场再度串烧演绎《嗨翻酷暑》和《玩美自信》。2016年3月3日，洛瓦托与《美国偶像》最终季八强选手同台献唱歌曲。歌曲的另一个演唱版出现在2016年3月9日首播的第二期维多利亚的秘密泳装特辑中。5月14日，洛瓦托用歌曲为2016年的维戈探戈秀开场。后来，洛瓦托在5月16日网上播出的詹姆斯·科登深夜秀的拼车“卡拉OK”（Carpool Karaoke）环节中演绎该曲。7月25日，洛瓦托在2016年民主党全国代表大会上演唱歌曲，为希拉里·克林顿站台。9月6日，歌手在安娜·温特为克林顿举办的“历史制作”（Made for History）时装筹款活动中，演绎《玩美自信》和《身体说》两曲。歌曲入选洛瓦托未来现在巡演歌单。

## 媒体引用
- 歌曲用于第五十届超级碗期间播出的PayPal2016年广告《New Money》[33]。
- 歌曲用于电视连续剧《肥皂剧人生》[34]和《女超人》[35]，以及《路西法》的电视宣传片和《乌龙特工》预告片。
- 歌曲伴奏亮相《蜘蛛侠：英雄归来》国际版预告片。
- 歌曲用于第三十二届摔角狂热大赛（英语：WrestleMania 32）WWE女子冠军三重危险赛回顾片段。
- 歌曲亮相电影《坏妈妈》和法国加拿大合拍计算机动画电影《了不起的菲丽西》原声带[36]。
- ABC News报道2016年共和党和民主党全国代表大会时用到该曲。

## 曲目列表
- 美国/欧洲CD单曲/数字下载[7]

1. "Confident" – 3:25
2. "Confident" (The Alias Remix) – 5:08

- 数字混音版 – EP[37]

1. "Confident" (The Alias Remix) – 5:08
2. "Confident" (VARA Remix) – 3:38
3. "Confident" (Gianni Kosta Remix) – 3:48
4. "Confident" (Volkoder Remix) – 5:17
5. "Confident" (DJ Lynnwood Remix) – 4:30

## 榜单表现
| 榜单 （2015–16年）                       | 最高排位 |
| ---------------------------------------- | -------- |
| 澳大利亚（澳大利亚唱片业协会單曲榜）     | 35       |
| 比利时佛兰德（Ultratip榜外單曲榜）       | 27       |
| 加拿大（Canadian Hot 100）               | 26       |
| 加拿大（《告示牌》Canada AC）            | 37       |
| 加拿大（《告示牌》Canada CHR）           | 10       |
| 加拿大（《告示牌》Canada Hot AC）        | 23       |
| 捷克（百強數位單曲榜）                   | 18       |
| 法国（法國唱片出版業公會單曲榜）         | 104      |
| 愛爾蘭（愛爾蘭唱片音樂協會单曲榜）       | 61       |
| 意大利 (FIMI)                            | 84       |
| 荷兰（百强单曲榜）                       | 55       |
| 新西兰 (Recorded Music NZ)               | 27       |
| 挪威（世道單曲榜）                       | 40       |
| 蘇格蘭（官方榜单公司單曲榜）             | 27       |
| 斯洛伐克（百強數位單曲榜）               | 23       |
| 瑞典（瑞典最熱榜）                       | 67       |
| 英國（官方榜单公司單曲榜）               | 65       |
| 美国（《告示牌》百大單曲榜）             | 21       |
| 美國（《告示牌》成人當代單曲榜）         | 26       |
| 美國（《告示牌》Adult Pop Airplay）      | 15       |
| 美國（《告示牌》Dance/Mix Show Airplay） | 27       |
| 美國（《告示牌》Dance Club Songs）       | 1        |
| 美國（《告示牌》Pop Airplay）            | 9        |

| 榜单（2016年）                        | 最高排位 |
| ------------------------------------- | -------- |
| 美国 Hot Dance/Club Songs (Billboard) | 46       |

## 销量认证
| 地區                                                       | 认证  | 认证单位/销量 |
| ---------------------------------------------------------- | ----- | ------------- |
| 加拿大（加拿大音乐协会）                                   | 白金  | 80,000^       |
| 美国（美國唱片業協會）                                     | 白金† | 1,000,000*    |
| *僅含認證的實際銷量 ^僅含認證的出貨量 ‡僅含認證的+實際銷量 |       |               |

† 自2013年5月9日起，美国唱片工业协会数字单曲销量认证包括除数字下载外的音频点播和视频歌曲流媒体销量。